# قسمة، رجل المصير
قسمة، رجل المصير سلسلة قصص مصورة أمريكية مستمرة حالياً كتبها أ. ديفيد لويس، رسم نويل توازون، وتلوين روب كرونينبورغز، وكلمات تايلور إسبوزيتو، نشرت من قبل Wave Blue World كجزء من إطار «الخط الحالي». تعرض السلسلة مغامرات بطل خارق جزائري والذي كان يعتقد بأنه فقد من قبل الحلفاء في نهاية الحرب العالمية الثانية.

## الشخصية
ظهرت الشخصية في الأصل في بومبر كوميكس #1 (1944)، مما يجعل منه أول بطل خارق مسلم.

## تاريخ النشر
خلال الحرب أزدهرت كوميكس المغامرة، جيلبرتون للنشر، والمعروفة أفضل بالكوميكس الكلاسيكي، أطلقت بومبر كوميكس، والذي يضم العديد من الأبطال الجدد (مثل الملاكم الطفل ديكسون، نسر السماء أيس إيفانز، إلخ.) ولكن في نهاية المطاف لم تستغرق سوى أربع أعداد.
تم أعتماد الكاتب «عمر طحان» S. M. Iger Studio وضعت الكاتبة روث روش مع الفنانين تشاك وينتر،  بول كوبر، والمحبر أليكس بلوم، أو البينسلر هنري كيفير ومات بيكر لأنشاء شخصية قسمت رجل المصير.
قسمت يحارب النازيين في حرب فرنسا، ويظهر في جميع الأعداد الأربع لبومبر كوميكس قبل أن يتوقف في وقت لاحق بعد فشله في الرأي العام.
في عام 2015، نهاية قسمت في زمن الحرب كانت كجزء من مغامرات مختارات الحدود المختلطة نسخة محفوظة 18 يونيو 2017 على موقع واي باك مشين. الذي تم أنتاجه بواسطة حملة كيك ستارتر الناجحة بقيادة تايلر تشين-تانر ويندي تشين-تانر. وقام كل من الكاتب أ. ديفيد لويس، جنباً إلى جنب مع نويل توازون وروب كرونينبورغز، كيل نيوتال، بأعادة إحياء الطابع النهائي لقصة الحرب.
بعد الهجوم على نادي ليلي في أورلاندو 2016, لويس وفريقه الإبداعي المنتج للقصة القصيرة قسمت في العصر الحديث، في البداية لمجلة GEEKED على الإنترنت ثم طبع من قبل تشين-تانيرس' دار نشر Wave Blue World كجزء من يوم الكوميكس المجاني 2017 .
في 2 مايو عام 2017، قسمت، رجل المصير بدأ كسلسلة أسبوعية على الإنترنت من Wave Blue World كجزء من إطار «الخط الحالي» مع لويس توازون، وأنضم كرونينبورغز بواسطة الكاتبة تايلور إسبوزيتو.

## السيرة الذاتية للشخصية الخيالية
كشفت بومبر كوميكس القليل عن أصل قسمت، وحفظت كيانه كجزائري مسلم. وتم تحديده وكيلاً للحلفاء وعدواً لدول المحور. وعلاوة على ذلك، حتى القوى الشيطانية الخارقة تعترف له بالولاء كما أحبط أحتلال النازيين لقطع الأراضي المحتلة في فرنسا وأوروبا إلى حد كبير.
لم يظهر في أي ملابس مدنية (فقط يرتدي فاس، حرملة، قفازات، بنطال ركوب الخيل، وجزمة)، قسمت لا يملك شخصية بديلة أو هوية سرية، إلا أنه كان يعتبر الناطق الرسمي للحلفاء خلف خطوط العدو. بارع في الملاكمة والجمباز والقتال الأعزل له القدرة على التنبؤ قدراً من القدر، من «فضل الله» (أي محدود الأستبصار).

### كسر الحدودالختام
في 2015 قصة مختارات كسر الحدود، تم أعطاء قسمت مزيداً من التفاصيل لخلفيته، بما في ذلك اسمه الكامل (خليل قسمة) منزله (الجزائر) مهنته (حارس سجن) قبل أن يصبح «قسمت.» أثناء مقتالته للغزو، يكتشف مادة مذهلة داخل جدار منزله، عندما ترتدى في الرأس، تعطي له في جزء من الثانية لمحات من المستقبل ("foresense"). بعدها يتنقل في الشوارع، محبطاً الجرائم المحلية حتى تنتقي الفرنسي لاموند لامونت منه المساعدة في جهود الحرب الأوروبية. يقبل قسمت ويترك ورائه زوجته وأطفاله الصغار، مما يؤدي إلى مغامراته في بومبر كوميكس.
آخر مهمه له في الحرب، تقوده لإدراك بأن لامونت تحول لخائن ويهدد خطط الحلفاء لتحرير فرنسا. ويتواجه مع لامونت الذي يعترف له بالغدر ويدفع بلامونت مما يؤدي لسقوطه متوقعاً وفاته.
غير مستعد لقبول كل من خيانة صديقه ومصيره، ينكر قسمت قواه ويوقف لامونت من السقوط; لامونت، ومع ذلك، لا يرغب في أنقاذه، ويسقط ليموت ببطئ. بعدها يحاول قسمت —تأخير مصير لامونت للحظات—مشغلاً نوعاً من ظاهرة خارقة للطبيعة. ويختفي قسمت فجأة، مزالاً من الواقع المادي.

### الكشف في العصر الحديث
في وقت لاحق ولبعض الوقت، يظهر قسمت مستعبداً بطريقة أو بأخرى بواسطة المخطط الحضري قدر حسين ومعه يمكنه التواصل مع كيان شبحي لطائرة أخرى من واقع أسماه «جانب الفضاء.»
قدر يمكنه تبديل الأماكن جسدياً مع قسمت، والسماح لقواه الخارقة بالعودة إلى العمل. كما يبدو، دينا شقيقة قدر، وصديقهم ربيعة، وسليلة لامونت لارو لامونت كلهم مدرك من هذه الحياة المزدوجة.

## وصلات خارجية
- البعد 13 غلاف قسمت وإعادة أنتاجه من بومبر كوميكس #3 قصة
- ظلال الألوان الأربعة' إعادة أنتاجه من بومبر كوميكس مغامرة قسمت
- استعارة التلفاز من قسمت